# Lomaptera versteegi
Lomaptera versteegi är en skalbaggsart som beskrevs av Moser 1926. Lomaptera versteegi ingår i släktet Lomaptera och familjen Cetoniidae. Inga underarter finns listade i Catalogue of Life.